# 科尔迪尼亚诺
科尔迪尼亚诺（義大利語：Cordignano），是意大利威尼托大区特雷维索省的一个市镇。总面积26平方公里，人口7091人，人口密度272.7人/平方公里（2009年）。国家统计（ISTAT）代码为026022。